# Výzkumný ústav textilního zušlechťování
Výzkumný ústav textilního zušlechťování, státní podnik je zaniklá organizace zabývající se textilním zušlechťováním.
Organizace byla založena státním aparátem v roce 1949 jako Sektorový výzkumný ústav bavlnářský a hedvábnický Ústí nad Orlicí. Pro ústav byla o rok později zřízena pobočka ve Dvoře Králové nad Labem. Do Dvora Králové bylo v roce 1952 přesunuto i sídlo, které se nacházelo mezi Štefánikovou ulicí a Zoo Dvůr Králové nad Labem. Změněn byl rovněž název ústavu na Výzkumný ústav zušlechťovací Dvůr Králové nad Labem, zařízení státní správy. V roce 1984 se do názvu dostalo textilní zušlechťování. Po roce 1989 se pak ústav nazýval Výzkumný ústav textilního zušlechťování, s. p. Dvůr Králové nad Labem. V roce 1995 bylo rozhodnuto o privatizaci ústavu na základě privatizačního projektu č. 20767 schváleného schváleného usnesením vlády České republiky ze dne 28. 6. 1995 č. 386. Rozhodnutím č. 309/1996 ministra průmyslu a obchodu České republiky ze dne 23. 9. 1996 byla převedena část majetku státního podniku na Fond národního majetku České republiky. Firma později zanikla 10. dubna 2001. Nástupnickou organizací je společnost inoTEX, která ústav v roce 1996 odkoupila. 